# Sankt Marienkirchen am Hausruck
Sankt Marienkirchen am Hausruck osztrák község Felső-Ausztria Riedi járásában. 2022 januárjában 905 lakosa volt.

## Elhelyezkedése

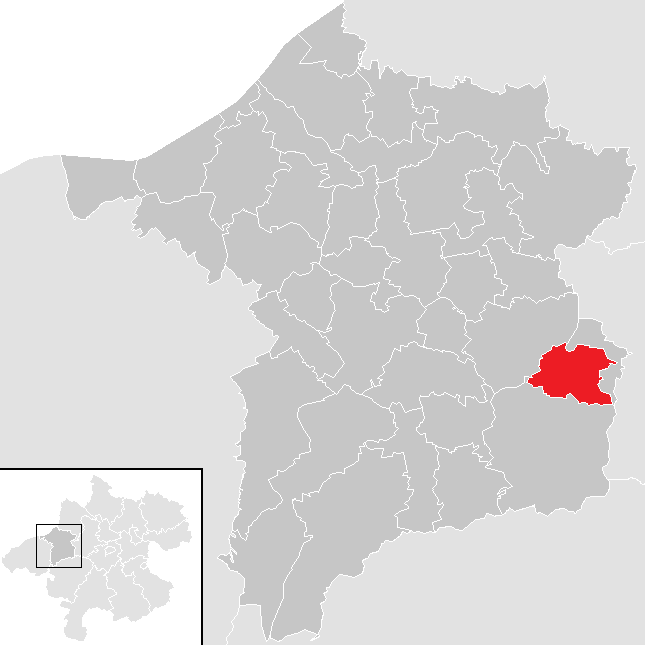
Sankt Marienkirchen am Hausruck a Ried im Innkreis-i járásban

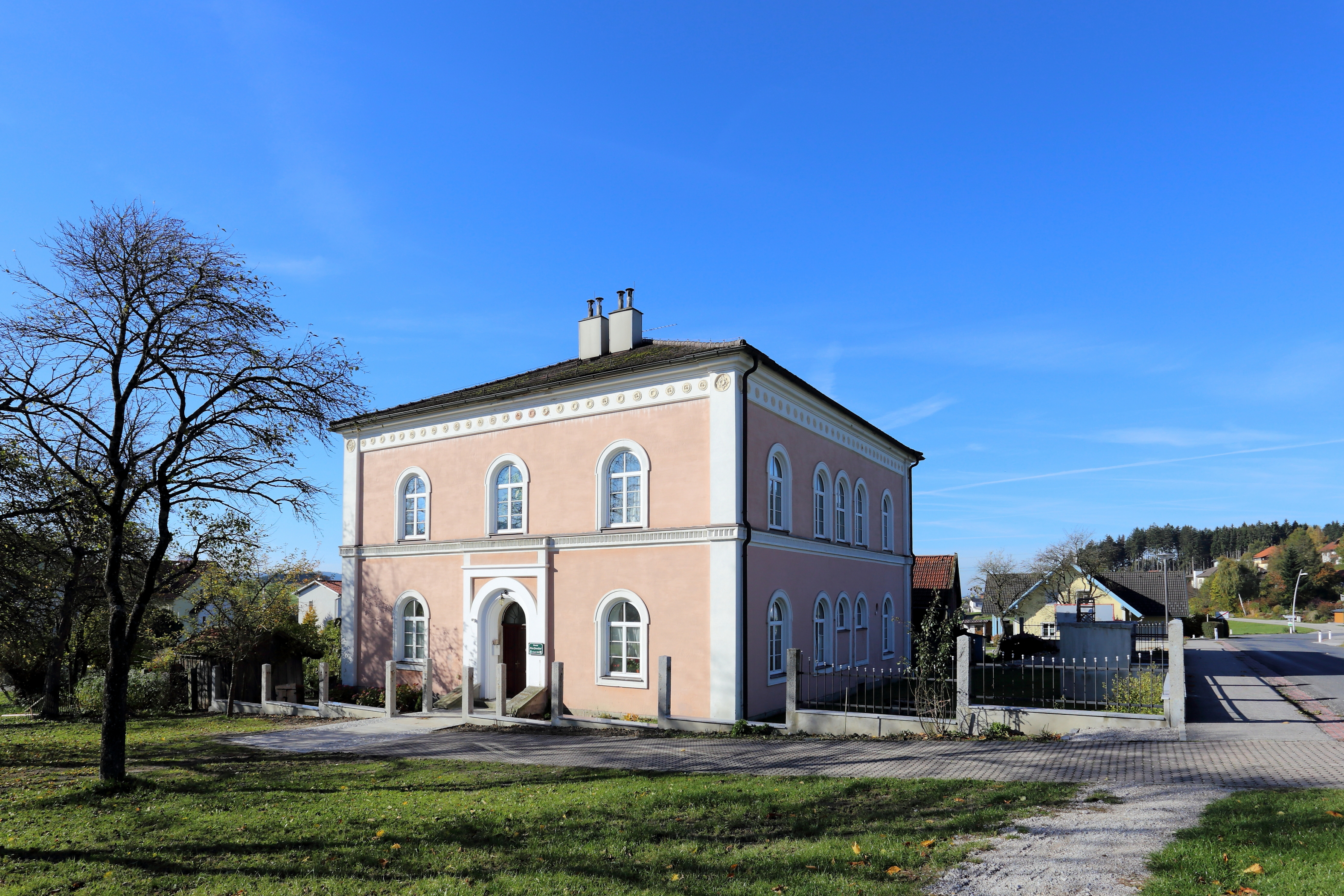
A katolikus plébánia

Sankt Marienkirchen am Hausruck a tartomány Innviertel régiójában fekszik, az Hausrucki-dombságon. Legfontosabb folyóvize a nyugati részén folyó Antiesen. Legmagasabb pontja a 712 méteres Schloßberg. Területének 19,1%-a erdő, 71,7% áll mezőgazdasági művelés alatt. Az önkormányzat 15 települést és településrészt egyesít: Baching (60 lakos 2022-ben), Grausgrub (66), Hatting (102), Hof (74), Jetzing (29), Kern (14), Kleinbach (2), Lehen (16), Manaberg (11), Obereselbach (39), Pilgersham (84), Sankt Marienkirchen am Hausruck (290), Stocket (60), Unering (41) és Untereselbach (17).
A környező önkormányzatok: északkeletre Geiersberg, délre Eberschwang, északnyugatra Hohenzell.

## Története
St. Marienkirchen templomát 1450 körül építették és 1784-ben nyerte el a plébániatemplomi státuszt. A régió 1779-ig Bajorországhoz tartozott; ekkor a bajor örökösödési háborút lezáró tescheni béke Ausztriának ítélte az Innviertelt. A napóleoni háborúk alatt a falu rövid időre visszatért a francia bábállam Bajországhoz, de 1816 után végleg Ausztriáé lett.
Az 1938-as Anschluss után a települést a Harmadik Birodalom Oberdonaui gaujába sorolták be. A háborút követően St. Marienkirchen visszatért Felső-Ausztriához.

## Lakosság
A Sankt Marienkirchen am Hausruck-i önkormányzat területén 2021 januárjában 905 fő élt. A lakosságszám 1961 óta gyarapodó tendenciát mutat. 2019-ben az ittlakók 96,6%-a volt osztrák állampolgár; a külföldiek közül 1,9% a régi (2004 előtti), 0,3% az új EU-tagállamokból érkezett. 1% az egykori Jugoszlávia (Szlovénia és Horvátország nélkül) vagy Törökország, 0,1% egyéb országok polgára volt. 2001-ben a lakosok 94,7%-a római katolikusnak, 1,7% evangélikusnak, 1% mohamedánnak, 2,3% pedig felekezeten kívülinek vallotta magát. Ugyanekkor a legnagyobb nemzetiségi csoportokat a németek (98,6%) mellett a magyarok és a horvátok alkották 1-1 fővel.
A népesség változása:

| 2016 | 859 |
| 2018 | 888 |

## Látnivalók
- a Mária mennybevétele-plébániatemplom

## Fordítás
- Ez a szócikk részben vagy egészben  a   St. Marienkirchen am Hausruck című német Wikipédia-szócikk ezen változatának fordításán alapul.  Az eredeti cikk szerkesztőit annak laptörténete sorolja fel. Ez a jelzés csupán a megfogalmazás eredetét és a szerzői jogokat jelzi, nem szolgál a cikkben szereplő információk forrásmegjelöléseként.